# Pago Eagles
Pago Eagles è stata una società calcistica delle Samoa Americane, con sede nella capitale Pago Pago. È la terza squadra più titolata delle Samoa Americane, con 3 titoli vinti, dopo il PanSa Soccer Club che ha vinto 4 titoli ed il Pago Youth che ne ha vinti 8.

## Palmarès

### Competizioni nazionali
- Campionato delle Samoa Americane: 3

1981, 1982, 1997